# Lake Wildwood (Kalifornija)
Lake Wildwood je naseljeno područje za statističke svrhe u američkoj saveznoj državi Kalifornija. Prema popisu stanovništva iz 2010. u njemu je živjelo 4.991 stanovnika.